# Edward Dickinson Blodgett
Edward Dickinson Blodgett (* 26. Februar 1935 in Philadelphia; † 15. November 2018) war ein kanadischer Lyriker, Literaturwissenschaftler und Übersetzer.

## Leben
Blodgett besuchte bis 1956 das Amherst College und studierte an der University of Minnesota (bis 1961) und der Rutgers University, wo er 1969 den PhD erlangte. Ab 1966 unterrichtete er Englisch und Vergleichende Literaturwissenschaft an der University of Alberta. Er veröffentlichte mehrere Gedichtbände sowie literaturwissenschaftliche Schriften, darunter Configuration: Essays on the Canadian Literatures (1982) und Studien über Douglas Gordon Jones (1984) und Alice Munro (1988). Für die Gedichtsammlung Apostrophes: woman at a piano wurde er 1996 mit einem Governor General's Literary Award der Canadian Authors' Association ausgezeichnet. Seit 1986 war er Mitglied der Royal Society of Canada.

## Lyrik
- ake away the names (1975)
- sounding (1977)
- Beast Gate (1980)
- Arche/Elegies (1983)
- Musical Offering (1986)
- Da Capo (1990)
- Apostrophes: woman at a piano (1996)
- Apostrophes II: through you I (1997)
- Transfiguration, (1998)
- Apostrophes III: alone upon the earth (1999)